# Jaszmakowo
Jaszmakowo (ros. Яшмаково) – wieś (dieriewnia) w Rosji, w Mari El, w rejonie miedwiediewskim. W 2010 liczyła 117 mieszkańców.